# Ercole Baldini
Ercole Baldini (Forlì, 26 de janeiro de 1933 – Forlì, 1 de dezembro de 2022) foi um ciclista profissional que representou as cores da Itália. Atuou profissionalmente entre 1957 e 1964.
Como ciclista fez parte das equipes:Legnano (1957–1958); Ignis (1959–1962); Cynar (1963) e Salvarani (1964).
Foi o vencedor e recebeu a medalha de ouro na prova de estrada masculina individual nos Jogos Olímpicos de Verão de 1956 na cidade de Melbourne, Austrália. Foi o vencedor do Giro d'Italia em 1958.